# Evon Z. Vogt
Evon Zartman Vogt (Gallup (Nou Mèxic), 20 d'agost de 1918 – Cambridge (Massachusetts), 13 de maig de 2004) va ser un acadèmic, maianista, etnògraf i antropòleg nord-americà.

## Dades biogràfiques
Va néixer a Gallup (Nou Mèxic). Va ser professor en la Universitat Harvard, president del Departament d'Antropologia i director de la Kirkland House, juntament amb la seva esposa Catherine C. Vogt. També es va exercir com a director del Centre d'Estudis d'Amèrica Llatina i del Projecte Chiapas de Harvard, que va estudiar l'ètnia dels tzotzils i en general als pobles maies dels alts de Chiapas, Mèxic. Vogt va morir als 86 anys a Cambridge (Massachusetts).

## Obres
- 1951 Navaho Means People. Harvard University Press, with Clyde Kluckhohn, photos by Leonard McCombe.
- 1955 Modern Homesteaders. The Life of a Twentieth-Century Frontier Community. Belknap Press (of Harvard University Press).
- 1959 Water Witching USA. University of Chicago Press, with Ray Hyman.
- 1966 People of Rimrock; a study of values in five cultures. Harvard University Press, edited by Evon Z. Vogt and Ethel M. Albert
- 1969 Zinacantan: A Maya Community in the Highlands of Chiapas. Cambridge: The Belknap Press (of Harvard University Press).
- 1976 Tortillas for the Gods: A Symbolic Analysis of Zinacanteco Rituals. Cambridge: Harvard University Press.
- 1979 Reader in Comparative Religion: An Anthropological Approach. Allyn & Bacon; 4 edition (January 20, 1997) with William A. Lessa.
- 1994 Fieldwork Among the Maya: Reflections on the Harvard Chiapas Project. Albuquerque: University of New Mexico Press.
- 1966 Los zinacantecos, un pueblo tzotzil de los altos de Chiapas, Colección: Presencias No.56, Dirección General de Publicación del Consejo Estatal para la Cultura y las Artes, Instituto Nacional Indigenista (I.N.I.), México, ISBN 968-29-4419-8
- 1980 Los Zinacantecos, un grupo maya en el siglo XX, Ed. Sepsetentas, México 1973 (1a. Edición en español, traducción del original en inglés de 1970).
- Ofrendas para los dioses, Análisis simbólico de rituales zinacantecos, Sección de obras de Antropología, Fondo de Cultura Económica, México, 1979 1a. edición en español (1a. edición en inglés 1976 con el título Tortillas for the gods) ISBN 968-16-0215-3